# 356 Ligurija
356 Ligurija (mednarodno ime je 356 Liguria) je asteroid tipa C (po Tholenu) v glavnem asteroidnem pasu. 

## Odkritje
Asteroid je odkril francoski astronom Auguste Charlois ( 1864 – 1910) 21. januarja 1893 v Nici.. 
Poimenovan je po Liguriji, deželi v Italiji.

## Lastnosti
Asteroid Ligurija obkroži Sonce v 4,57 letih. Njegova tirnica ima izsrednost 0,24, nagnjena pa je za 8,232° proti ekliptiki. Njegov premer je 131,31 km, okoli svoje osi se zavrti v 31,82 h .